# Baldur Preiml
Baldur Preiml, avstrijski smučarski skakalec, * 8. julij 1939, Greifenburg, Avstrija, † 27. januar 2025, Špital ob Dravi, Avstrija.
Preiml je nastopil na dveh zimskih olimpijskih igrah, v letih 1964 v Innsbrucku, kjer je osvojil trinajsto mesto na srednji skakalnici in osemnajsto na veliki, in 1968 v Grenoblu, kjer je osvojil bronasto medaljo na srednji skakalnici in oseminštirideseto mesto na veliki. Leta 1968 je zmagal na Pokalu Kongsberg v Planici.